# Cylindromyia rectinervis
Cylindromyia rectinervis là một loài ruồi trong họ Tachinidae.